# Џибути на Светском првенству у атлетици на отвореном 2013.
Џибути је учествовао на Светском првенству у атлетици на отвореном 2013. одржаном у Москви од 10. до 18. августа тринаести пут. Није учествовао 2001. године. Репрезентацију Џибутија представљао је један такмичар који се такмичио у две дисциплине.,
На овом првенству Џибути је освојио једну бронзану медаљу и по броју освојених медаља делио 33 место. Није оборен ниједан рекорд. У табели успешности према броју и пласману такмичара који су учествовали у финалним такмичењима (првих 8 такмичара) Џибути је са једним учесником у финалу делио 40. место са освојених 6 бодова.
| Плас. | Земља  | 1. место | 2. место | 3. место | 4. место | 5. место | 6. место | 7. место | 8. место | Бр. финал. | Бод. |
| ----- | ------ | -------- | -------- | -------- | -------- | -------- | -------- | -------- | -------- | ---------- | ---- |
| =40.  | Џибути | 0        | 0        | 1        | 0        | 0        | 0        | 0        | 0        | 1          | 6    |

## Освајачи медаља

### Бронза
- Ајанле Сулејман — Трка на 800 метара

## Резултати

### Мушкарци
| Атлетичар       | Дисциплина | Лични рекорд | Група      | Група     | Полуфинале | Полуфинале | Финале               | Финале      | Детаљи |
| Атлетичар       | Дисциплина | Лични рекорд | Резултат   | Место     | Резултат   | Место      | Резултат             | Место       | Детаљи |
| --------------- | ---------- | ------------ | ---------- | --------- | ---------- | ---------- | -------------------- | ----------- | ------ |
| Ајанле Сулејман | 800 м      | 1:43,63 НР   | 1:46,86 КВ | 1. у гр 6 | 1:44,99 КВ | 1. у гр 3  | 1:43,76              |             |        |
| Ајанле Сулејман | 1.500 м    | 3:30,31      | 3:38,63 КВ | 1. у гр 4 | 3:37,69    | 11. у гр 2 | Није се квалификовао | 11 / 37(38) |        |